# Campionato mondiale femminile under 17 di calcio 2018
Il Campionato mondiale femminile under 17 di calcio 2018, sesta edizione della manifestazione organizzata dalla Fédération Internationale de Football Association (FIFA) e destinata alle nazionali di calcio femminile al di sotto dei 17 anni d'età, si è disputata in Uruguay dal 13 novembre al 1º dicembre 2018.

## Selezione della nazione organizzatrice
A seguito della richiesta emanata dalla FIFA per l'organizzazione del torneo con scadenza il 31 ottobre 2014, presentarono un'offerta le federazioni calcistiche delle seguenti nazioni:
- Bosnia ed Erzegovina
- Egitto
- Finlandia
- Irlanda del Nord
- Svezia

La decisione doveva essere annunciata in occasione della commissione esecutiva FIFA del 19-20 marzo 2015, ma non è stato fatto alcun annuncio dopo la riunione.
Durante la visita del presidente della FIFA Gianni Infantino in Uruguay nel marzo 2016, l'Uruguay ha mostrato interesse per l'organizzazione dell'evento. Il Consiglio FIFA ha nominato l'Uruguay come nazione organizzatrice il 10 maggio 2016.

## Stadi
| Colonia del Sacramento          | Maldonado               | Montevideo       |
| ------------------------------- | ----------------------- | ---------------- |
| Stadio Profesor Alberto Suppici | Stadio Domingo Burgueño | Stadio Charrúa   |
| Capacità: 6 500                 | Capacità: 22 000        | Capacità: 14 000 |
|                                 |                         |                  |

## Squadre qualificate
Alla fase finale hanno avuto accesso 16 squadre in rappresentanza delle proprie nazioni. Oltre all'Uruguay, automaticamente qualificato come nazione organizzatrice, le altre 15 nazionali si qualificarono da sei diverse competizioni continentali. L'assegnazione degli slot venne pubblicata il 13 e 14 ottobre 2016. Ogni federazione ha iscritto una squadra di 21 giocatrici (tre delle quali nel ruolo di portiere) nate tra il 1º gennaio 2001 e il 31 dicembre 2003.
| Confederazione                            | Torneo di qualificazione               | Qualificata/e                         |
| ----------------------------------------- | -------------------------------------- | ------------------------------------- |
| AFC (Asia)                                | Campionato asiatico Under-16 2017      | Corea del Nord Corea del Sud Giappone |
| CAF (Africa)                              | Campionato africano Under-17 2018      | Camerun Ghana Sudafrica               |
| CONCACAF (Nord, Centro America & Caraibi) | Campionato nordamericano Under-17 2018 | Canada Messico Stati Uniti            |
| CONMEBOL (Sud America)                    | Campionato sudamericano Under-17 2018  | Brasile Colombia                      |
| OFC (Oceania)                             | Campionato oceaniano Under-17 2017     | Nuova Zelanda                         |
| UEFA (Europa)                             | Campionato europeo Under-17 2018       | Finlandia Germania Spagna             |
| Nazione ospitante                         | Nazione ospitante                      | Uruguay                               |

## Fase a gironi
Il piazzamento delle squadre viene definito in base ai seguenti criteri:
1. numero di punti ottenuti in tutti gli incontri del girone
2. differenza reti in tutti gli incontri del girone
3. numero di gol segnati in tutti gli incontri del girone

Se, dopo l'applicazione di questi criteri, due o più squadre sono ancora in parità si seguono questi criteri:
1. numero di punti ottenuti negli scontri diretti
2. differenza reti negli scontri diretti
3. numero di gol segnati negli scontri diretti
4. sorteggio

Le prime due classificate di ogni girone si qualificano ai quarti di finale.

### Gruppo A
| Pos. | Squadra       | Pt | G | V | N | P | GF | GS | DR |
| ---- | ------------- | -- | - | - | - | - | -- | -- | -- |
| 1.   | Ghana         | 9  | 3 | 3 | 0 | 0 | 10 | 1  | +9 |
| 2.   | Nuova Zelanda | 6  | 3 | 2 | 0 | 1 | 3  | 3  | +0 |
| 3.   | Finlandia     | 1  | 3 | 0 | 1 | 2 | 2  | 5  | -3 |
| 4.   | Uruguay       | 1  | 3 | 0 | 1 | 2 | 2  | 8  | -6 |

#### Risultati
| Arbitro: | Yoshimi Yamashita |

|           |           |  |
| Brown 41’ | Marcatori |  |

| Arbitro: | Lucila Venegas |

|  |           |                                               |
|  | Marcatori | 20’ Mumuni 25’, 78’, 90+1’ Abdulai 66’ Pokuaa |

| Arbitro: | Laura Fortunato |

|              |           |                                 |
| Kantanen 75’ | Marcatori | 6’ Pokuaa 13’ Abdulai 86’ Grace |

| Arbitro: | Salima Mukansanga |

|           |           |                         |
| Aquino 8’ | Marcatori | 26’ Wisnewski 36’ Brown |

| Arbitro: | Ekaterina Koroleva |

|              |           |             |
| Vuorinen 51’ | Marcatori | 79’ Pizarro |

| Arbitro: | Sara Persson |

|                  |           |  |
| Abdulai 61’, 89’ | Marcatori |  |

### Gruppo B
| Pos. | Squadra   | Pt | G | V | N | P | GF | GS | DR |
| ---- | --------- | -- | - | - | - | - | -- | -- | -- |
| 1.   | Giappone  | 5  | 3 | 1 | 2 | 0 | 7  | 1  | +6 |
| 2.   | Messico   | 5  | 3 | 1 | 2 | 0 | 2  | 1  | +1 |
| 3.   | Brasile   | 4  | 3 | 1 | 1 | 1 | 4  | 2  | +2 |
| 4.   | Sudafrica | 1  | 3 | 0 | 1 | 2 | 1  | 10 | -9 |

#### Risultati
| Maldonado 13 novembre 2018, ore 14:00 UTC-3 | Brasile         | 0 – 0 referto | Giappone | Stadio Domingo Burgueño (412 spett.)\| Arbitro: \| Katalin Kulcsár \| |
| Arbitro:                                    | Katalin Kulcsár |               |          |                                                                       |

| Maldonado 13 novembre 2018, ore 17:00 UTC-3 | Messico        | 0 – 0 referto | Sudafrica | Stadio Domingo Burgueño (592 spett.)\| Arbitro: \| Maria Carvajal \| |
| Arbitro:                                    | Maria Carvajal |               |           |                                                                      |

| Arbitro: | Marie-Soleil Beaudoin |

|                                                                       |           |  |
| Osawa 4’, 23’ Tanaka 37’ (rig.) S. Ito 41’, 55’ (rig.) Yamamoto 90+1’ | Marcatori |  |

| Arbitro: | Sara Persson |

|          |           |  |
| Buso 43’ | Marcatori |  |

| Arbitro: | Salima Mukansanga |

|               |           |              |
| Kinoshita 40’ | Marcatori | 63’ González |

| Arbitro: | Riem Hussein |

|              |           |                                                       |
| Vilakazi 53’ | Marcatori | 50’ Jheniffer 51’ (rig.) Júlia 54’ Amanda 60’ Eduarda |

### Gruppo C
| Pos. | Squadra        | Pt | G | V | N | P | GF | GS | DR |
| ---- | -------------- | -- | - | - | - | - | -- | -- | -- |
| 1.   | Germania       | 6  | 3 | 2 | 0 | 1 | 8  | 2  | +6 |
| 2.   | Corea del Nord | 6  | 3 | 2 | 0 | 1 | 6  | 5  | +1 |
| 3.   | Camerun        | 3  | 3 | 1 | 0 | 2 | 2  | 5  | -3 |
| 4.   | Stati Uniti    | 3  | 3 | 1 | 0 | 2 | 3  | 7  | -4 |

#### Risultati
| Arbitro: | Casey Reibelt |

|                                     |           |  |
| Fishel 22’ Fontes 45+5’ (rig.), 81’ | Marcatori |  |

| Arbitro: | Anastasia Pustovoytova |

|                |           |                                         |
| Yun Ji-hwa 69’ | Marcatori | 14’ Blümel 35’, 70’ Corley 84’ Weidauer |

| Arbitro: | Katalin Kulcsár |

|  |           |                                                    |
|  | Marcatori | 25’ Ri Kum-hyang 32’ Kim Yun-ok 52’ Kim Kyong-yong |

| Arbitro: | Lucila Venegas |

|  |           |            |
|  | Marcatori | 54’ Kameni |

| Arbitro: | Laura Fortunato |

|                                            |           |  |
| Fudalla 4’ Martinez 32’, 65’ Donhauser 89’ | Marcatori |  |

| Arbitro: | Marie-Soleil Beaudoin |

|           |           |                                 |
| Kameni 6’ | Marcatori | 45’ Ko Kyong-hui 75’ Ri Su-jong |

### Gruppo D
| Pos. | Squadra       | Pt | G | V | N | P | GF | GS | DR |
| ---- | ------------- | -- | - | - | - | - | -- | -- | -- |
| 1.   | Spagna        | 7  | 3 | 2 | 1 | 0 | 10 | 1  | +9 |
| 2.   | Canada        | 6  | 3 | 2 | 0 | 1 | 5  | 5  | 0  |
| 3.   | Colombia      | 2  | 3 | 0 | 2 | 1 | 2  | 5  | -3 |
| 4.   | Corea del Sud | 1  | 3 | 0 | 1 | 2 | 1  | 7  | -6 |

#### Risultati
| Arbitro: | Ekaterina Koroleva |

|  |           |                                         |
|  | Marcatori | 17’ Navarro 51’, 65’ Pina 59’ Hernández |

| Arbitro: | Riem Hussein |

|                                           |           |  |
| Huitema 77’ Williams 88’ De Filippo 90+4’ | Marcatori |  |

| Arbitro: | Maria Carvajal |

|  |           |                            |
|  | Marcatori | 59’ Huitema 74’ Kazandjian |

| Arbitro: | Yoshimi Yamashita |

|             |           |           |
| Robledo 53’ | Marcatori | 52’ Mabel |

| Arbitro: | Sandra Braz |

|               |           |                       |
| Robledo 90+1’ | Marcatori | 14’ (rig.) Cho Mi-jin |

| Arbitro: | Anastasia Pustovoytova |

|                                                      |           |  |
| Paralluelo 9’ I. López 22’, 50’ Pina 25’ Navarro 71’ | Marcatori |  |

## Fase finale

### Tabellone
|  | Quarti di finale         | Quarti di finale         |                          |               | Semifinali                | Semifinali                |  |  | Finale                   | Finale |
|  |                          |                          |                          |               |                           |                           |  |  |                          |        |
|  | 25 novembre - Montevideo |                          |                          |               |                           |                           |  |  |                          |        |
|  |                          |                          |                          |               |                           |                           |  |  |                          |        |
|  | Ghana                    | 2 (2)                    |                          |               |                           |                           |  |  |                          |        |
|  | Ghana                    | 2 (2)                    | 28 novembre - Montevideo |               |                           |                           |  |  |                          |        |
|  | Messico (dtr)            | 2 (4)                    |                          |               |                           |                           |  |  |                          |        |
|  | Messico (dtr)            | 2 (4)                    | Messico                  | 1             |                           |                           |  |  |                          |        |
|  | 25 novembre - Montevideo |                          | Messico                  | 1             |                           |                           |  |  |                          |        |
|  |                          | Canada                   | 0                        |               |                           |                           |  |  |                          |        |
|  | Germania                 | Canada                   | 0                        | 0             |                           |                           |  |  |                          |        |
|  | Germania                 |                          | 1º dicembre - Montevideo | 0             |                           |                           |  |  |                          |        |
|  | Canada                   | 1                        |                          |               |                           |                           |  |  |                          |        |
|  | Canada                   | 1                        | Messico                  | 1             |                           |                           |  |  |                          |        |
|  | 24 novembre - Colonia    |                          | Messico                  | 1             |                           |                           |  |  |                          |        |
|  |                          | Spagna                   | 2                        |               |                           |                           |  |  |                          |        |
|  | Giappone                 | Spagna                   | 2                        | 1 (3)         |                           |                           |  |  |                          |        |
|  | Giappone                 | 28 novembre - Montevideo |                          | 1 (3)         |                           |                           |  |  |                          |        |
|  | Nuova Zelanda (dtr)      | 1 (4)                    |                          |               |                           |                           |  |  |                          |        |
|  | Nuova Zelanda (dtr)      | 1 (4)                    | Nuova Zelanda            | 0             | Finale per il terzo posto | Finale per il terzo posto |  |  |                          |        |
|  | 24 novembre - Colonia    |                          | Nuova Zelanda            | 0             | Finale per il terzo posto | Finale per il terzo posto |  |  |                          |        |
|  |                          | Spagna                   | 2                        |               |                           |                           |  |  |                          |        |
|  | Spagna (dtr)             | Spagna                   | 2                        | 1 (3)         | Canada                    | 1                         |  |  |                          |        |
|  | Spagna (dtr)             |                          |                          | 1 (3)         | Canada                    | 1                         |  |  |                          |        |
|  | Corea del Nord           | 1 (1)                    |                          | Nuova Zelanda | 2                         |                           |  |  |                          |        |
|  | Corea del Nord           | 1 (1)                    |                          |               | 2                         |                           |  |  |                          |        |
|  |                          |                          |                          |               |                           |                           |  |  | 1º dicembre - Montevideo |        |
|  |                          |                          |                          |               |                           |                           |  |  |                          |        |

### Quarti di finale
| Arbitro: | Katalin Kulcsár |

|                                   |                      |                                              |
| Pina 72’                          | Marcatori            | 74’ Kim Kyong-yong                           |
| Hernández I. López Navarro Nevado | Tiri di rigore 3 – 1 | Kim Yun-ok Ri Su-gyong Ri Sin-ok Choe Kum-ok |

| Arbitro: | Ekaterina Koroleva |

|                                            |                      |                                   |
| Mackay-Wright 31’ (aut.)                   | Marcatori            | 17’ Abbott                        |
| Matsuda Kinoshita Tomioka Kamiya Yoshizumi | Tiri di rigore 3 – 4 | Hahn Wisnewski Brown Stewart Leat |

| Arbitro: | Maria Carvaja |

|                               |                      |                              |
| Abdulai 46’ Teye 75’          | Marcatori            | 61’ (rig.), 82’ Pérez        |
| Abdulai Tweneboaa Teye Oppong | Tiri di rigore 2 – 4 | Pérez Flores Mauleón Peralta |

| Arbitro: | Salima Mukansanga |

|  |           |             |
|  | Marcatori | 83’ Huitema |

### Semifinali
| Arbitro: | Yoshimi Yamashita |

|  |           |                       |
|  | Marcatori | 39’ Pina 48’ I. López |

| Arbitro: | Anastasia Pustovoytova |

|                  |           |  |
| Pérez 25’ (rig.) | Marcatori |  |

### Finale per il terzo posto
| Arbitro: | Riem Hussein |

|                |           |                   |
| Kazandjian 64’ | Marcatori | 1’, 13’ Wisnewski |

### Finale
| Arbitro: | Marie-Soleil Beaudoin |

|            |           |               |
| Castro 29’ | Marcatori | 16’, 26’ Pina |

## Classifica marcatori
Classifica aggiornata al 28 novembre 2018.
| Gol |  |  | Giocatore         | Squadra        |
| --- |  |  | ----------------- | -------------- |
| 7   |  |  | Mukarama Abdulai  | Ghana          |
| 7   |  |  | Claudia Pina      | Spagna         |
| 3   |  |  | Jordyn Huitema    | Canada         |
| 3   |  |  | Nicole Pérez      | Messico        |
| 3   |  |  | Irene López       | Spagna         |
| 2   |  |  | Alice Kameni      | Camerun        |
| 2   |  |  | Gisela Robledo    | Colombia       |
| 2   |  |  | Kim Kyong-yong    | Corea del Nord |
| 2   |  |  | Gia Corley        | Germania       |
| 2   |  |  | Shekiera Martinez | Germania       |
| 2   |  |  | Millot Pokuaa     | Ghana          |
| 2   |  |  | Sara Ito          | Giappone       |
| 2   |  |  | Haruka Osawa      | Giappone       |
| 2   |  |  | Kelli Brown       | Nuova Zelanda  |
| 2   |  |  | Eva Navarro       | Spagna         |
| 2   |  |  | Sunshine Fontes   | Stati Uniti    |

## Premi
Al termine del torneo sono stati assegnati questi premi:
| Pallone d'oro         | Pallone d'argento | Pallone di bronzo |
| --------------------- | ----------------- | ----------------- |
| Clàudia Pina          | Nicole Pérez      | Mukarama Abdulai  |
| Scarpa d'oro          | Scarpa d'argento  | Scarpa di bronzo  |
| Mukarama Abdulai      | Clàudia Pina      | Irene López       |
| (7 reti, due assist)  | 7 reti            | 3 reti            |
| Guanto d'oro          |                   |                   |
| Catalina Coll         |                   |                   |
| Premio Fair Play FIFA |                   |                   |
| Giappone              |                   |                   |